# Reactor natural de fisiune nucleară
Reactorii naturali de fisiune nucleară sunt reactori fosili care reacția de fisiune nucleară a uraniului s-a produs în regim controlat, cu mult înainte de formarea speciei umane (deci și înainte de descoperirea tehnologiei nucleare de către om). Fenomenul este cunoscut sub numele de fenomenul Oklo, după numele regiunii unde au fost descoperiți astfel de reactori.

Situația geologică a depozitului uranifer Oklo:
(1) zone în care a avut loc reacția de fisiune nucleară
(2) nisip
(3) strat de minereu uranifer
(4) granit

## Ipoteza
În 1956, în Journal of Chemical Physics a apărut un articol intitulat On the nuclear physical stability of the uranium minerals. Autorul, Paul Kazuo Kuroda, dorea să dovedească faptul că, în condiții favorabile, fisiunea nucleară a uraniului ar fi fost posibilă în natură cu circa două miliarde de ani în urmă. Condițiile propuse de către acesta ca fiind necesare propagării reacției de fisiune în lanț au fost: 
1. dimensiunea zăcământului să fie superioară distanței pe care o pot parcurge neutronii ce induc fisiunea, respectiv 75 cm
2. concentrația în 235U să fie suficient de ridicată (condiție îndeplinită acum circa două miliarde de ani de 3% de 235U, față de 0,72% în prezent)
3. existența unui moderator (ca de exemplu, apa)

## Descoperirea
"Fenomenul Oklo" a fost descoperit în 1972 de laboratorul de la uzina de îmbogățire a uraniului Pierrelatte din Franța. Analizele de rutină ale unui eșantion de uraniu natural au evidențiat un deficit ușor, dar anormal, de uraniu 235 (235U). Proporția normală de 235U este de 0,7202%, în timp ce acest eșantion avea doar 0,7171%. Deoarece cantitățile de izotopi fisionabili sunt catalogate cu precizie, această diferență trebuia explicată; astfel, CEA a lansat o investigație pe eșantioane din toate minele exploatate în Franța, Gabon și Niger de către CEA și în toate etapele de prelucrare a minereului și de purificare a uraniului.
Pentru analizele privind conținutul de uraniu și conținutul de 235U, departamentul de producție al CEA se bazează pe laboratorul de analiză de la uzina Pierrelatte și pe laboratorul central de analiză și control al CEA de la centrul CEA Cadarache, condus de Michèle Neuilly, unde Jean François Dozol este responsabil de analizele de spectrometrie de masă. 
Analizele efectuate la Pierrelatte și Cadarache au arătat că uranatele de magneziu din Gabon au un deficit variabil, dar constant de 235U. La 7 iulie 1972, cercetătorii de la CEA Cadarache au descoperit o anomalie în minereul de uraniu din Oklo, în Gabon. Conținutul său de 235U era mult mai mic decât cel observat de obicei7. Analizele izotopice au identificat sursa deficitului de 235U: uraniul sărăcit provenea din minereul din Oklo exploatat de COMUF. S-a desfășurat apoi o campanie de analize sistematice în laboratoarele Cadarache și Pierrelatte (măsurători ale conținutului de uraniu, măsurători ale conținutului izotopic). Pe probele de la Oklo, analiștii Cadarache au constatat o deficiență de 235U în uranatul de magnezit de la uzina Mounana (235U = 0,625%) și o deficiență și mai mare în uranatul de magnezit (Oklo M) (235U = 0,440%): minereurile Oklo 310 și 311 au un conținut de uraniu de 12% și, respectiv, 46% și un conținut de 235U de 0,592% și 0,625%.
În acest context, J. F. Dozol a luat inițiativa de a analiza probele de uranat de magneziu și de minereu de la Oklo cu ajutorul spectrometrului de masă cu sursă de scântei (SMSE) AEI MS 702. 
Avantajul SMSE constă în capacitatea sa de a produce cantități substanțiale de ioni din toate elementele prezente în electrozi. Electrozii, între care se generează o scânteie, trebuie să fie conductori (pentru a realiza acest lucru, probele Oklo au fost amestecate cu argint de înaltă puritate). Toți izotopii din probă, de la litiu la uraniu, sunt reprezentați pe o placă foto (a se vedea fotografia plăcii de mai jos). Examinând placa, J.F. Dozol a observat în special pentru Oklo 311 minereu cu un conținut foarte ridicat de uraniu :
  elemente prezente în cantități semnificative în jurul maselor 85-105 și 130-150, care corespund celor două denivelări ale randamentelor de fisiune ale 235U. (Distribuția masică a produselor de fisiune urmează o curbă de tip "cocoașă de cămilă", cu două maxime);
  ultimele lantanide (de la holmiu la lutețiu) nu sunt detectate (peste masa 166). În natură, se găsesc toate cele 14 lantanide; în combustibilul nuclear, după ce au suferit reacții de fisiune, izotopii ultimelor lantanide nu sunt detectați.

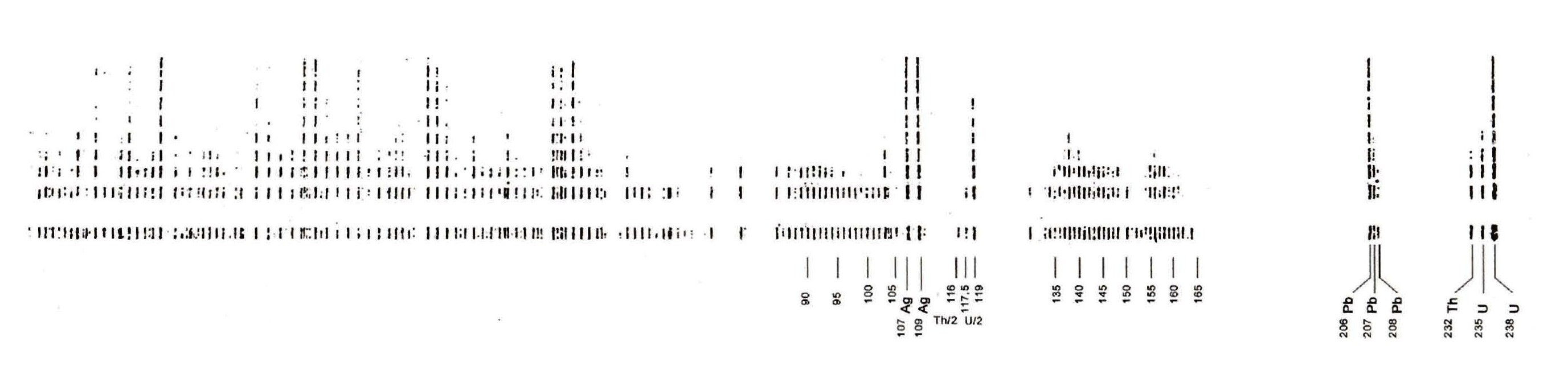
Placă fotografică de spectrometru de masa OKLO 311

Irmătoarea etapă este analiza izotopică a anumitor elemente pe un spectrometru de masă cu termoionizare, după separarea chimică a neodimului și samariului. Din primele analize ale M uranatului Oklo și ale minereului Oklo 311, reiese clar că compoziția izotopică a neodimului și a samariului este mult mai apropiată de cea întâlnită în combustibilul iradiat decât de cea a elementului natural. Detectarea izotopilor 142Nd și 142Sm care nu sunt produși prin fisiune indică faptul că aceste elemente sunt prezente și în stare naturală, din care se poate sustrage contribuția lor.
Aceste rezultate au fost transmise lui Jean Claude Nimal, cercetător în domeniul neutronilor la CEA Saclay, care a estimat fluxul de neutroni primit de proba analizată pe baza deficitului său de 235U. Acest lucru a făcut posibilă estimarea captării neutronilor de către izotopii 143Nd și 145Nd, ceea ce a dus la formarea suplimentară de 144Nd și, respectiv, 146Nd. Acest exces trebuie scăzut pentru a obține randamentul de fisiune al uraniului 235U. Se poate observa (a se vedea tabelul de mai jos) că există o concordanță între randamentele de fisiune (M) și rezultatele corectate (C) pentru prezența neodimului natural și captarea neutronilor:
| Izotopi de neodim | 143  | 144  | 145  | 146  | 148  | 150  |
| C/M               | 0,99 | 1,00 | 1,00 | 1,01 | 0,98 | 1,06 |

## Funcționarea reactorului
Un reactor nuclear natural se formează atunci când un zăcământ de minereu bogat în uraniu este inundat cu apă: hidrogenul din apă acționează ca un moderator de neutroni, transformând radiația "neutronilor rapizi" în "neutroni lenți" și mărind astfel probabilitatea ca aceștia să fie absorbiți de atomii de uraniu 235 și să dea naștere la fisiune (reactivitate crescută). Astfel, se declanșează o reacție nucleară de fisiune în lanț. Pe măsură ce reacția se intensifică, crescând temperatura, apa se evaporă și scapă, încetinind reacția (mai mulți neutroni rapizi și mai puțini lenți), împiedicând reactorul să rămână fără abur. Odată ce temperatura a scăzut, apa intră din nou și reacția se intensifică din nou, și așa mai departe.
La Oklo, reacția a continuat timp de câteva sute de mii de ani (între 150.000 și 850.000 de ani13). Fracția uraniului produce cinci izotopi de xenon care, în ciuda naturii volatile a substanței chimice, au fost găsiți cu toții în rămășițele reactorilor, la diferite niveluri de concentrație; acest lucru sugerează că rata de reacție a fost ciclică (a se vedea explicația de mai sus). După concentrații, perioada ar fi fost de aproximativ două ore și jumătate. 
Se estimează că acești reactori naturali au consumat aproximativ șase tone de 235U (a se vedea secțiunea Aplicații industriale) și au funcționat la o putere de aproximativ 100 kW, producând zone încălzite la câteva sute de grade Celsius. Produsele de fisiune nevolatile s-au deplasat doar câțiva centimetri în două miliarde de ani, oferind un exemplu de manual de migrare a izotopilor radioactivi în scoarța terestră, cu aplicații în depozitarea la adâncime a deșeurilor din industria nucleară.
O astfel de reacție a fost posibilă deoarece, în momentul în care depozitul a fost construit și reactorii au început să funcționeze, proporția izotopului fisionabil 235U în uraniul natural (proporția de nuclee) era de aproximativ 3,66%, o valoare apropiată de cea a uraniului îmbogățit utilizat în reactorii nucleari de astăzi. Deoarece 235U are un timp de înjumătățire radioactivă mai scurt decât 238U, abundența sa relativă scade în timp. Astăzi, proporția este de 0,7202%: prin urmare, un reactor nuclear natural precum cel de la Oklo nu mai poate fi construit. 

## Concluzia
Era nucleară a început cu circa 75 de ani în urmă, când oamenii de știință au controlat - pentru prima oară - reacția de fisiune în lanț în regim staționar. Este evident însă că Natura ne-a luat-o - încă o dată - cu mult înainte. Oamenii de știință francezi au efectuat studii amănunțite la Oklo, descoperind nu mai puțin de 18 astfel de reactori nucleari, cu o așezare rațională, care se întind pe o suprafață de zeci de kilometri pătrați. Până acum însă, fenomenul reactorilor naturali de fisiune nu a mai fost semnalat nicăieri pe Pământ.

## O ipoteză asupra originii Lunii
În 2010 a fost publicată o ipoteză controversată asupra originii Lunii, care presupune că luna s-a format acum circa 4,5 miliarde de ani, ca urmare a unei explozii a unui reactor natural localizat la limita superioară a mantei Pământului în plan ecuatorial. Chiar dacă această ipoteză explică parțial compoziția asemănătoare a celor două entități, ipoteza impactului gigantic rămâne momentan mai ușor de acceptat.